# Christian von Krogh (Rassenideologe)
Christian von Krogh (* 23. Oktober 1909 in Bielefeld; † 19. April 1992) war ein deutscher Anthropologe und Dolmetscher. Er zählte zu einer Gruppe von Wissenschaftlern, die der Nationalsozialistischen Rassenideologie einen pseudo-akademischen Boden bereiteten. Von Kroghs erste große Veröffentlichung dazu erschien 1937 und trug den Titel Rassenkundliche Untersuchungen im Bremer Marschgebiet.

## Leben
Christian von Krogh studierte Architektur und ab 1932 Anthropologie in München. Sein Studium schloss er 1935 mit der Promotion ab. Grundlage dafür waren Statistiken, die er 1934 und 1935 im Obervieland angefertigt hatte. Er untersuchte 251 Personen in Bauernfamilien, die seit mindestens drei Generationen am selben Ort Landwirtschaft betrieben, nämlich in Arsten und Habenhausen. Die Inzucht nannte er Ahnengemeinschaft. Er schloss aus seiner Statistik, dass sich Bauern rassemäßig von „städtischen Zeugungskreisen“ unterschieden. Während nämlich die norddeutschen Bauern starke „leib-seelische“ Ähnlichkeiten aufwiesen, sei für die anderen „vom Typ des ‚Untermenschen‘ […] leib-seelische Zerrissenheit bezeichnend“. Die Bauern entsprächen dem Leitbild der Nationalsozialisten: hoch gewachsen, blond, mit schmalen Nasen und Gesichtern.
Von Krogh lehrte an der Münchner Universität in den Fächern Anthropologie und Französische Sprache.
Seine politische Karriere begann 1930 mit dem Eintritt in die NSDAP. 1931 wurde er Mitglied der SS. Ab 1939 leitete er das rassenpolitische Amt in München und arbeitete für die dortige Leitstelle der Geheimen Staatspolizei. 1940 kam er zum Sicherheitsdienst (SD) nach Straßburg, um französische Sender abzuhören. 1942 wurde er Leiter der Abteilung IV beim Kommandeur der Sicherheitspolizei (KdS) in Nancy.
Nach dem Ende des Zweiten Weltkriegs im Mai 1945 verhafteten ihn die Amerikaner. 1949 wurde er in Metz zu lebenslangem Zuchthaus wegen Freiheitsberaubung und Körperverletzung im Amt verurteilt. Bereits 1951 kam Krogh frei. Über seinen weiteren Verbleib gibt es wenige Quellen. Er arbeitete als freiberuflicher Vaterschaftsgutachter für Gerichte und betätigte sich in Starnberg, später in Attenhausen bei Wolfratshausen als Privatgelehrter. Im April 1992 starb Christian von Krogh im Alter von 82 Jahren.